# Museo Civico Archeologico
Het Museo Civico Archeologico is een museum in de Italiaanse stad Bologna. Het museum is ondergebracht in het voormalig Ospedale della Morte, een historisch 15e-eeuws gebouw aan de Via dell'Archiginnasio 2. Het museum werd in 1881 geopend en toonde toen de collectie van de Universiteit van Bologna en van Pelagio Palagi, een Italiaans kunstenaar. De verzameling werd later aangevuld met artefacten die bij opgravingen in en rond Bologna tevoorschijn kwamen.

## De collectie
- oude Egypte: het museum herbergt een van de meest belangrijke verzamelingen in Europa met onder meer het reliëf van het graf van Horemheb, een generaal die de laatste farao van de 18e dynastie werd. Naast een aantal kleinere voorwerpen bezit het museum ook een standbeeld van een anonieme ambtenaar uit de 4e dynastie en een beeld van Wahibre, een dignitaris uit de 26e dynastie van Egypte.
- epigrafische collectie en de galerij met gipsen beelden: een verzameling van Romeinse grafmonumenten en stelae, mijlpalen van de Via Aemilia en een marmeren torso waarvan wordt aangenomen dat het keizer Nero voorstelt. De galerij bevat gipsen kopieën van bekende Griekse en Romeinse beelden.
- prehistorie in Bologna: hier wordt uitgebreid aandacht besteed aan voorwerpen die tijdens opgravingen in de 19e en 20e eeuw werden gevonden samen met objecten die recent werden ontdekt
- de Etrusken in Romagna: uitzonderlijke voorwerpen die verband houden met de begrafeniscultuur, teruggevonden in Verucchio, een belangrijk cultureel centrum van de Etrusken naast voorwerpen die werden teruggevonden in en rond Bologna
- Bologna tijdens de invallen van de Galliërs: artefacten van de Gallische stam die deze regio bezette met onder meer ijzeren wapens
- Griekse collectie: onder meer het marmeren hoofd van Athena Lemnia, een kopie (1e eeuw v.Chr.) van het origineel uit de 5e eeuw v.Chr.
- Romeinse collectie: keramiek en glas, gebruiksvoorwerpen, ivoren voorwerpen die verwijzen naar het christendom, marmeren reliëfs, beelden en portretten en gouden en zilveren munten uit de Romeinse tijd

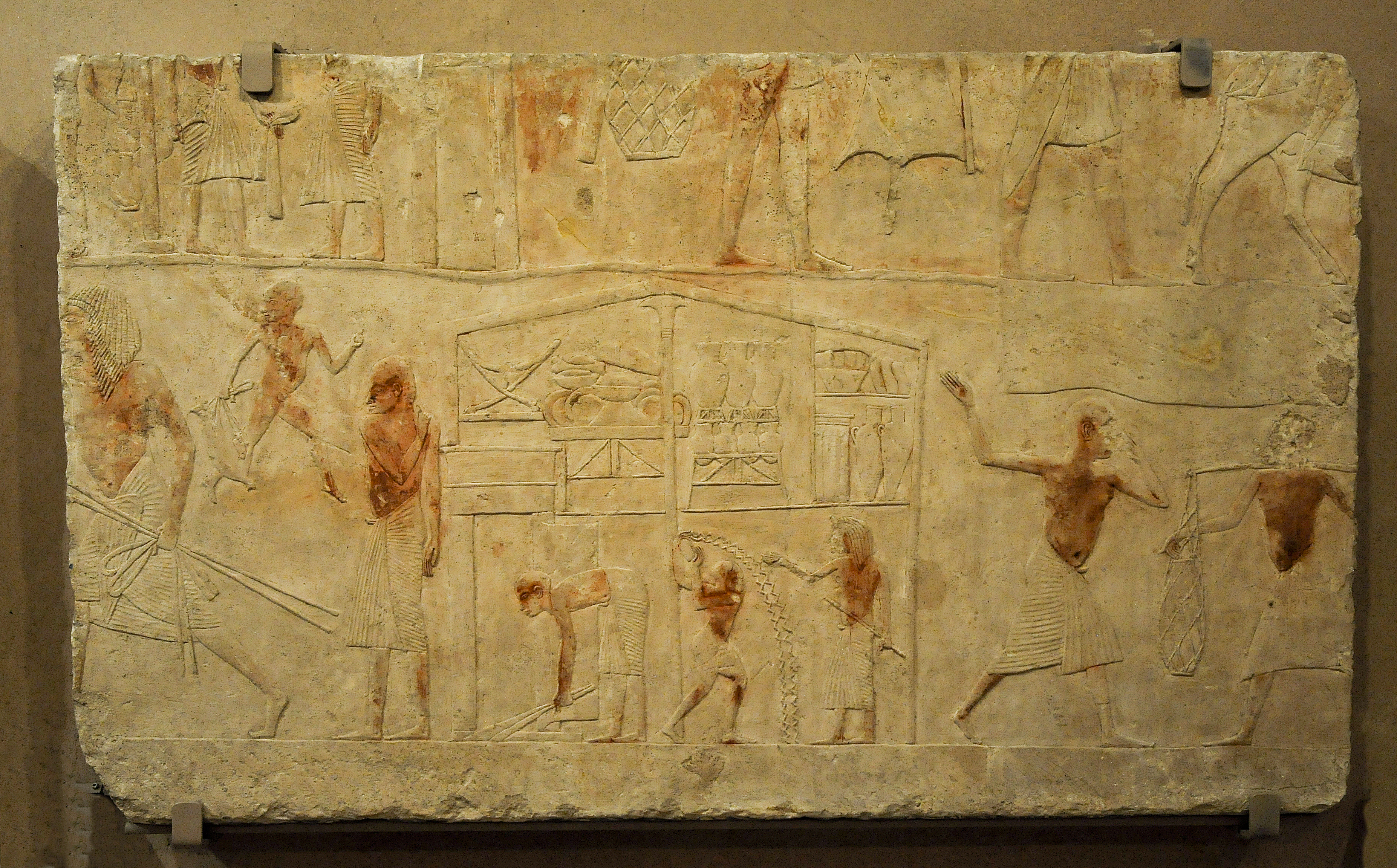
reliëf van Horemheb
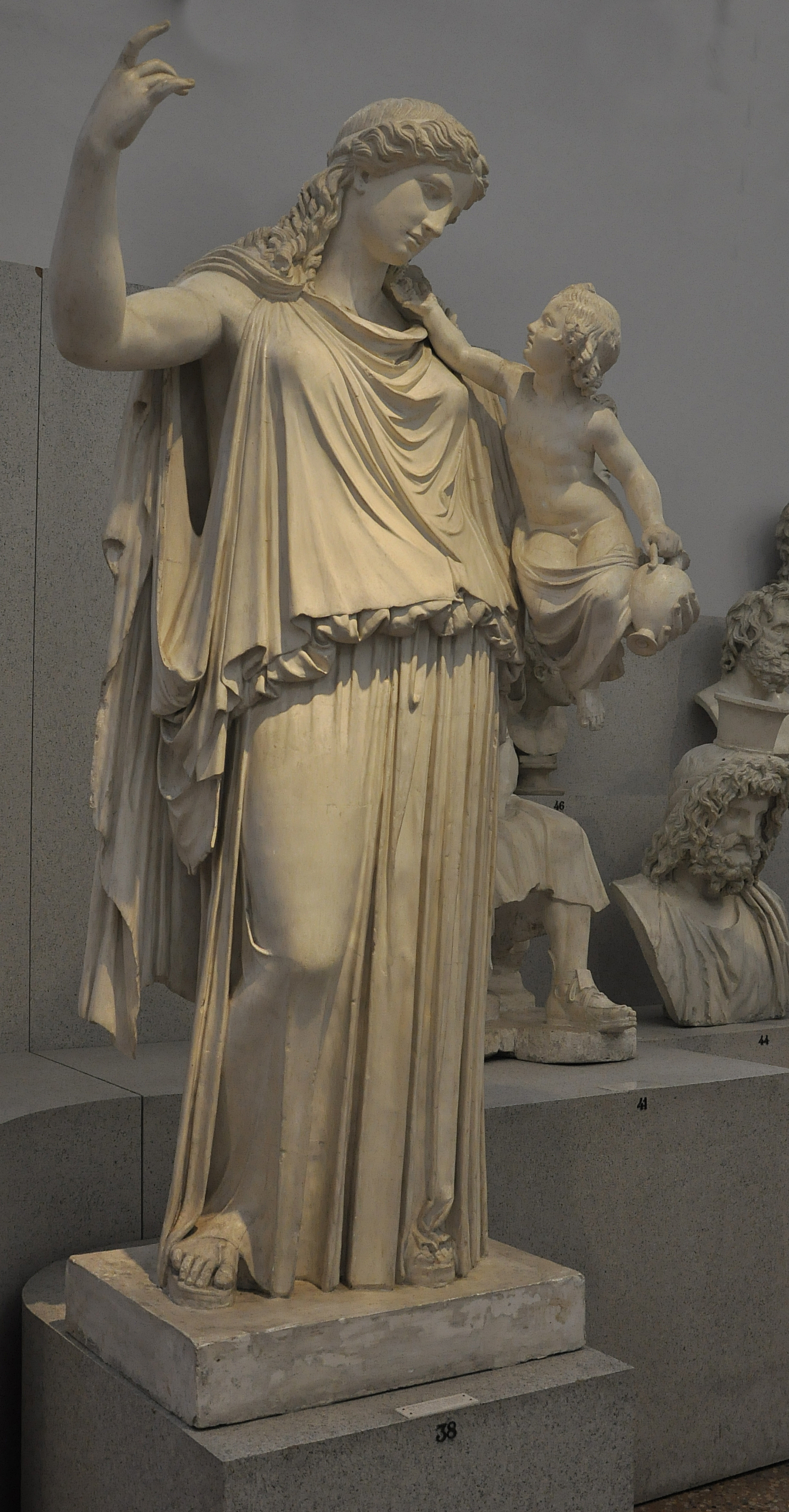
gipsen kopie van Eirene met Plutus
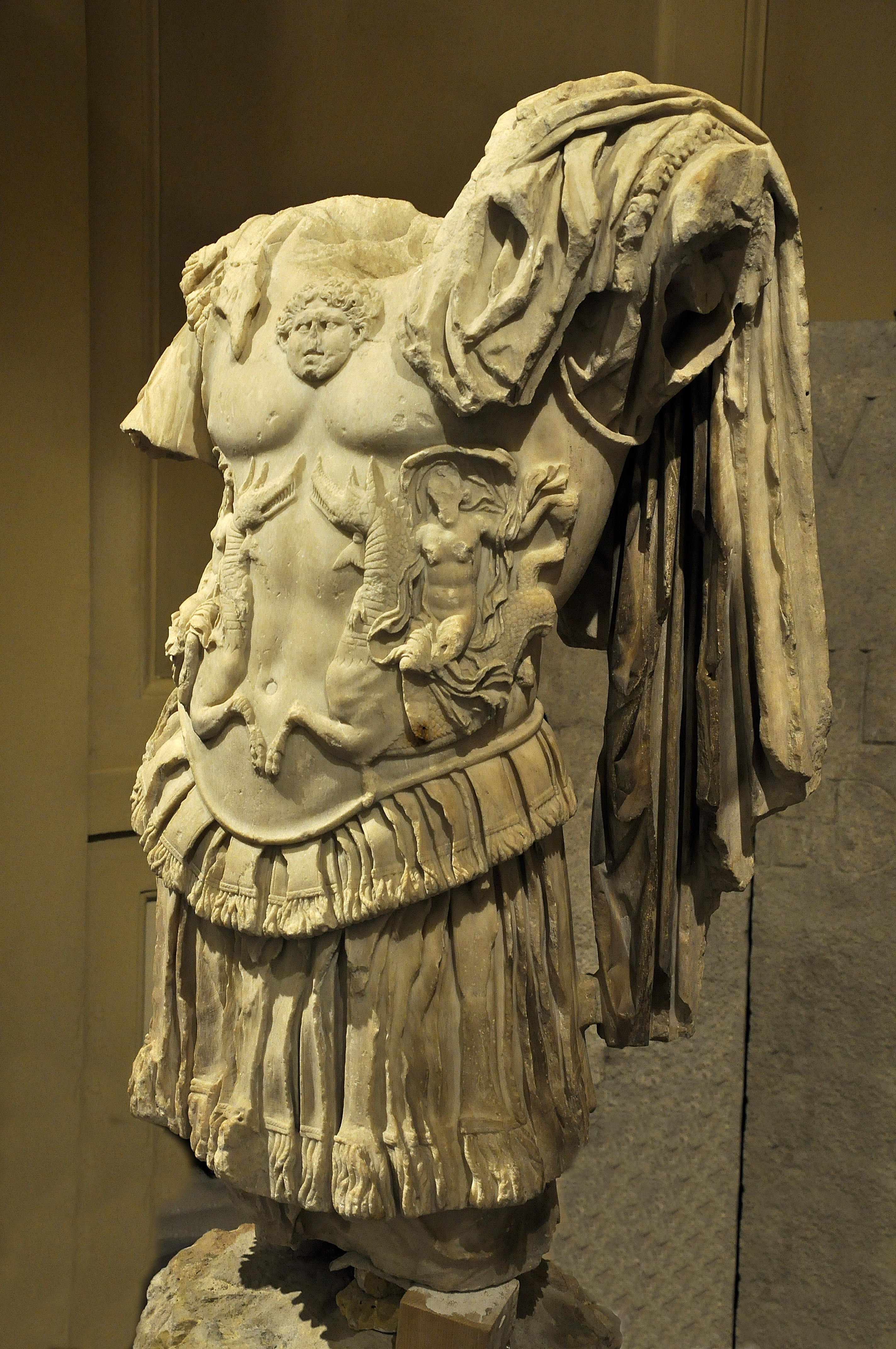
torso waarvan wordt aangenomen dat het keizer Nero voorstelt
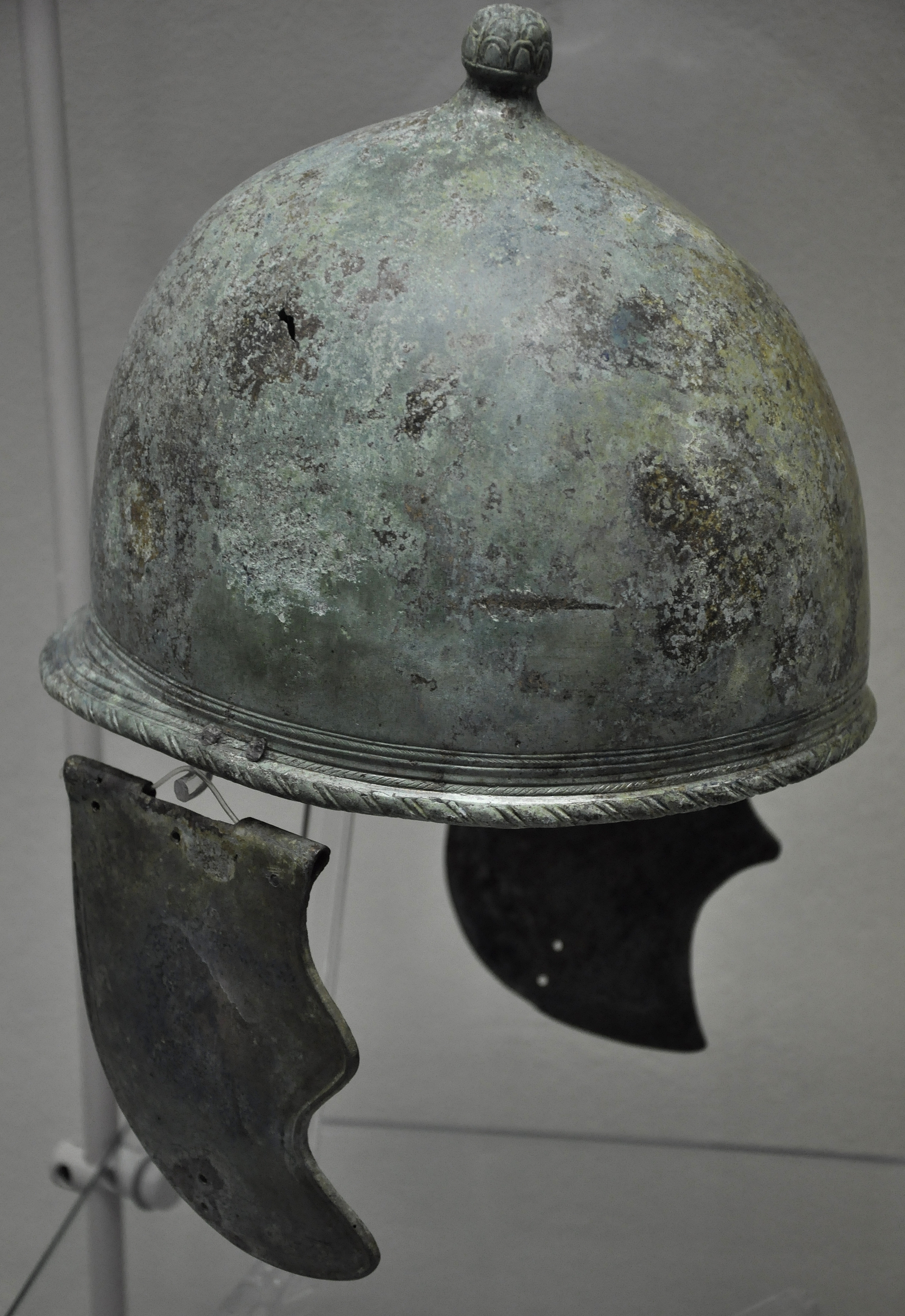
Etruskische bronzen helm
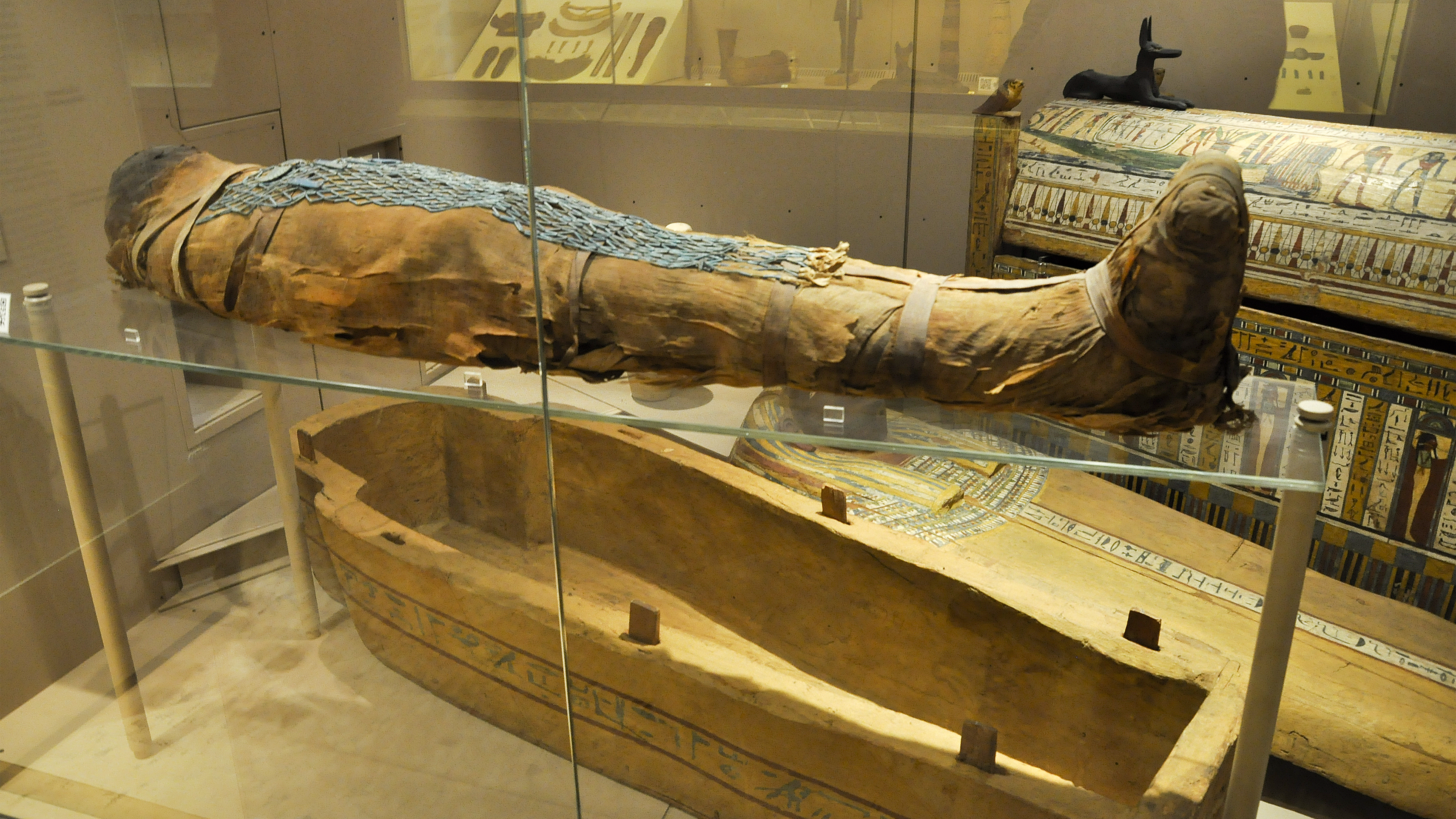
mummie van Oesai, zoon van Nehket - 26e dynastie
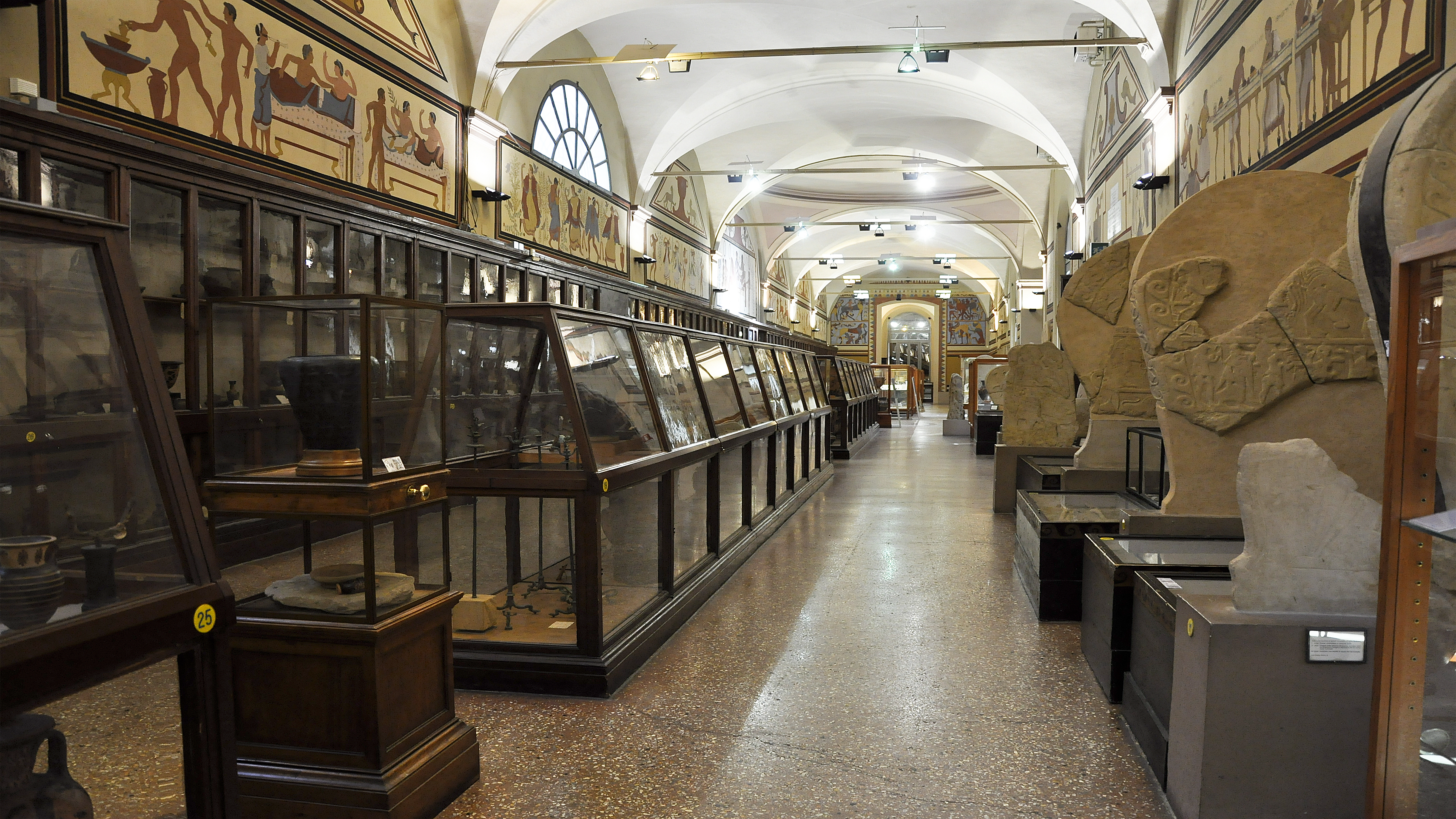
zaal met voorwerpen uit Oud-Egypte
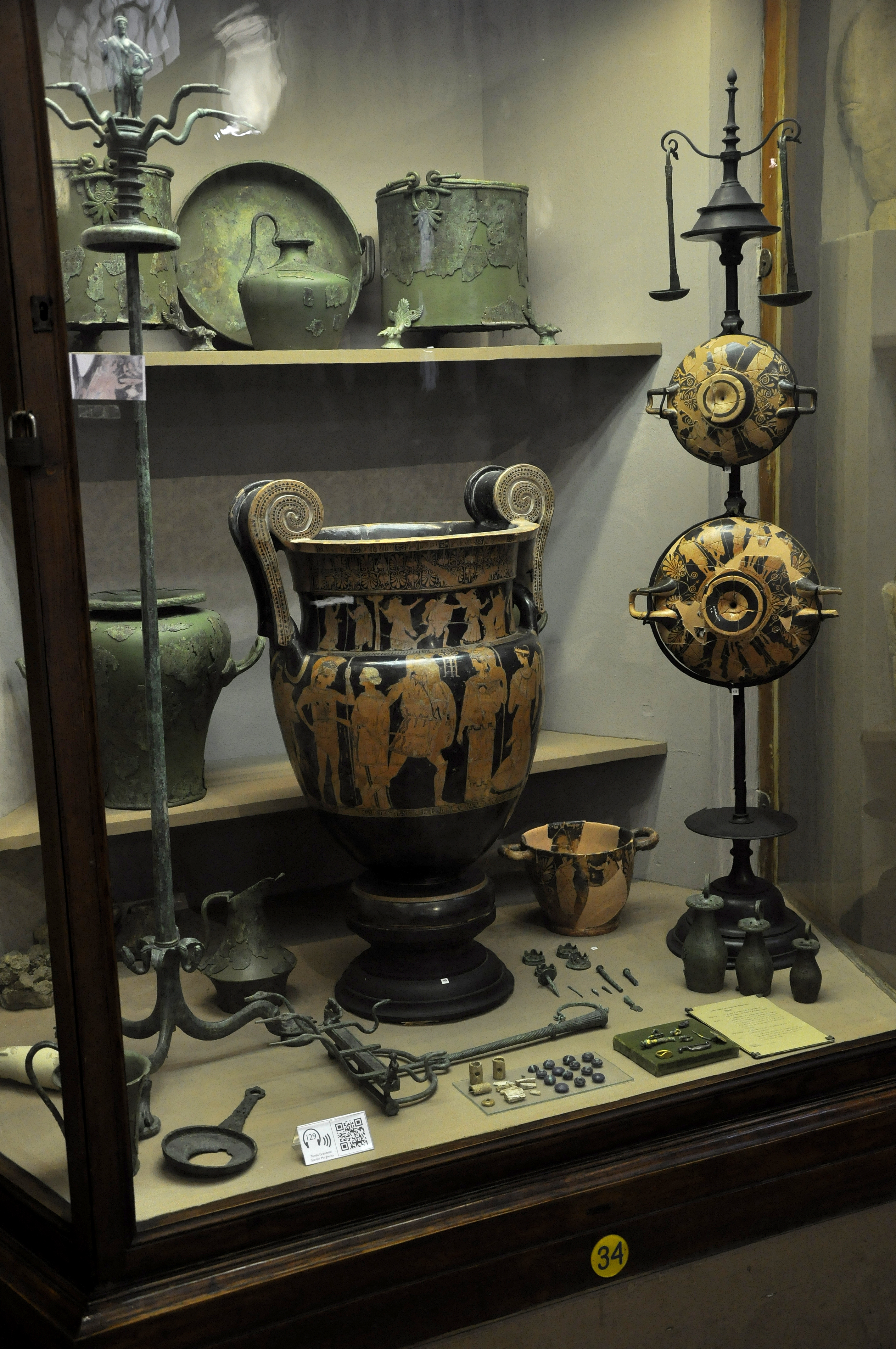
vondsten uit een Etruskisch graf in de Giardini Margherita waaronder een amfora met voluten
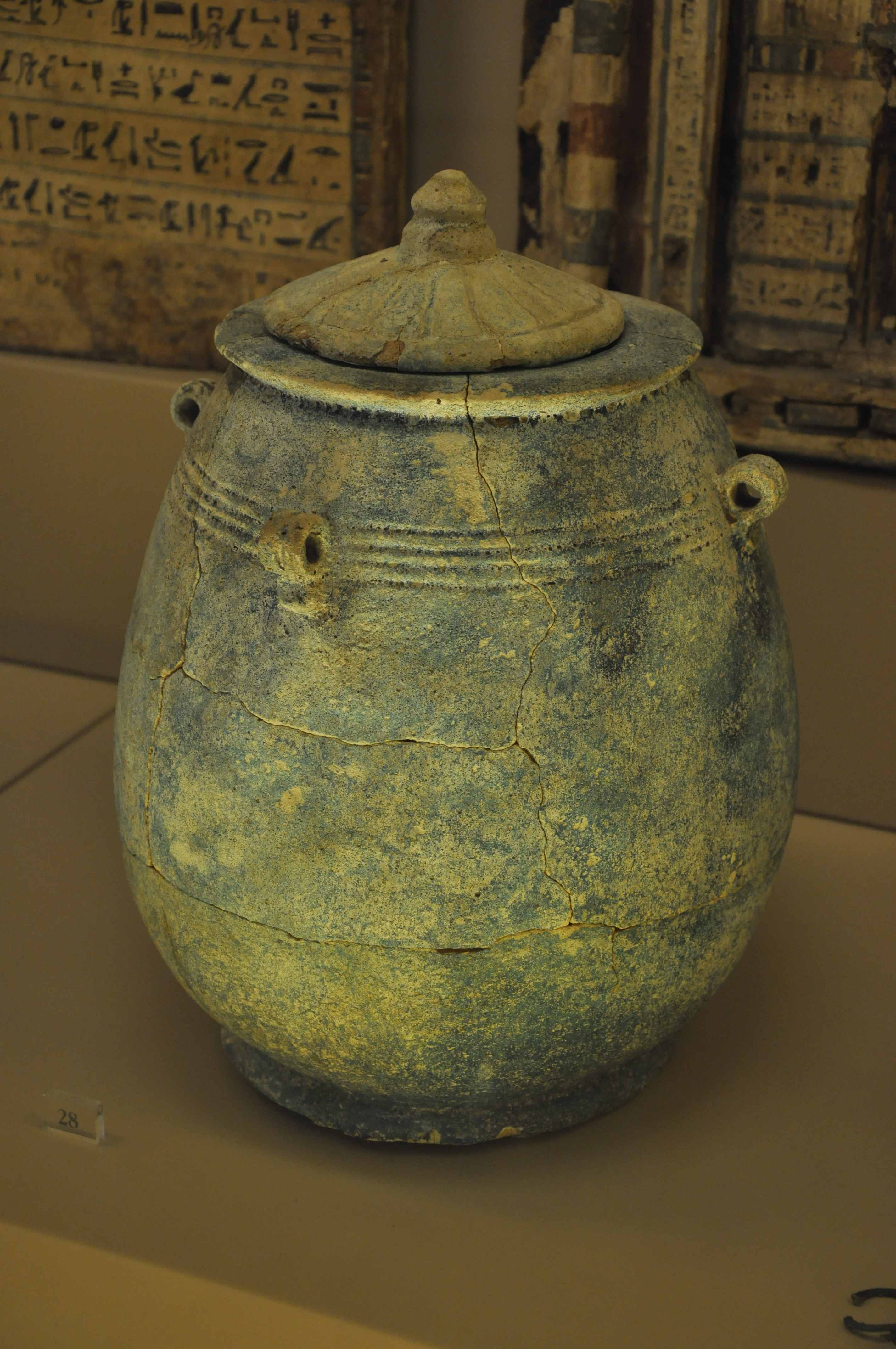
aardewerk urn uit de tijd van de Ptolemaeën